# Neon Genesis Evangelion: Angelic Days
Neon Genesis Evangelion: Angelic Days (яп. 新世紀エヴァンゲリオン 鋼鉄のガールフレンド2nd) — манґа Фуміно Хаяші, заснована на оригінальній історії студії Gainax, адаптація відеоігри Girlfriend of Steel 2, яка розвиває сюжет від заключного 26-го епізоду «Євангеліону» у середній школі в жанрі романтична комедія на відміну від темної апокаліптичної тематики аніме-серіалу 1995 року. Манґа видавалася по частинах в Японії Kadokawa Shoten в журналі Monthly Asuka з 2003 по 2005 рік і налічує 6 танкобонів.
Neon Genesis Evangelion: Angelic Days продовжує мрійливу сюжетну лінію з 26-го епізоду, в якій Сіндзі думає про щасливий світ, де Аска — друг дитинства, Місато — його класний керівник, а Рей — нова учениця за обміном. Євангеліони й Ангели становлять лише невелику частину історії і пояснюються не в повній мірі, вони вперше з'являються тільки в кінці другого тому під час битви Сіндзі і Рей з Сахіїлем. Серія закінчується набагато щасливішим кінцем, ніж оригінальне аніме 1995 року.

## Сюжет
Як і в оригінальній серії аніме, перші чотири томи манґи починаються з вторгнення Ангелів, але зовсім під іншим кутом. Крім того, кілька сюжетних ліній манґи відбуваються в той же час вторгнень, такі як:
- Аска та Сіндзі є друзями дитинства, але обидва не хочуть ризикувати своєю дружбою і тому формують більш глибокі стосунки. Тим не менш, Аска ревнує, коли Рей зближується з Сіндзі;
- Кенске — нерозділений шанувальник Аски, але боїться діяти через можливі почуття Сіндзі;
- Тодзі і Хікарі зустрічаються, хоча вторгнення загрожує їхнім життям;
- Каору також друг дитинства Сіндзі. Тим не менш, їхня дружба виникла через випадок дитинства, коли Аска відмовилася Сіндзі, і вони ніколи не ладнали. До того часу Каору не вдалося сформувати близькі відносини з ким-небудь, крім Сіндзі, і тому він завжди обурюється тісним відносинам Сіндзі з Аскою, а також намагається запобігти зближенню Рей і Сіндзі;
- Графік роботи Гендо Ікарі і його холодна особистість відчужують Сіндзі, який у свою чергу обурюється ставленням батька до матері, Юй.

В кінці четвертого тому головні герої, як пілоти Євангеліонів, відокремлюються один від одного і концентруються в різних місцях по всьому світу, хоча й планують (і, за одним винятком, так і роблять) зустрітися після загрози Ангелів, коли вони стануть «занадто старими» (тобто старшими за 14 років), щоб працювати пілотами.
У п'ятому томі є спогади про молодість Гендо і Юй. Ці спогади представлять Гендо як насильницького неповнолітнього правопорушника в середній школі, кинутого своїми батьками, хто ненавидить весь світ. Юй вводиться як зіркова успішна студентка, яка привертає до себе Гендо і допомагає йому подолати власні проблеми.
Шостий і останній сьомий томи повертають до основної історичної дуги після поразки Ангелів, зокрема, до вчинків і долі персонажів, їхнього зростання.
- Рей і Ріцуко, які залишаються разом. Їхні спроби реалізувати свої романтичні почуття залишиться без відповіді — почуття Рей до Сіндзі і почуття Ріцуко до Гендо.

- Місато і Кадзі, які зустрічалися в коледжі і залишилися хорошими друзями, переглянули свої відносини. Хоча вони, як здавалося, зруйнували все незабаром після закінчення коледжу, вони розуміють, що пара ніколи «офіційно» не розпадалася, і Місато, і Кадзі все ще мають почуття один до одного. Вони згодні з тим, щоб тримати їх відносини на еволюційній стежці, але не збираються куди-небудь поспішати.

- Хікарі і Тодзі пройшли через великі відстані відносин, які ускладнюються постійною небезпекою в роботі Тодзі.

- Сіндзі і Аска змушені мати справу зі штамами в їхніх відносинах наодинці, тим більше, що Каору вже не поряд, щоб розрядити ситуацію своїми аргументами.

- Справжню ідентичність Каору, цілі, почуття, і в кінцевому рахунку доля є прозорою в обох сюжетах (як і в аніме 1995 року) і не чітко визначена.

## Персонажі
Персонажі Neon Genesis Evangelion: Angelic Days - це альтернативні версії персонажів оригінального аніме-серіалу.
- Ікарі Сіндзі (Shinji Ikari)

Сіндзі Ікарі — головний чоловічий персонажі серії. Він тихий і легко піддається впливу своїх однолітків. Він схожий на свого оригінального персонажа, проте він більш товариський і доброзичливий, ніж раніше. Сіндзі також друг дитинства Аски Ленглі Сор'ю.
- Аска Ленглі Сор'ю (Asuka Langley Soryu)

Аска Ленглі Сор'ю — рудоволоса дівчина з запальним характером, і хоча вона — подруга Аска постійно дратує і мучить його. Її гнів особливо насильницький на початку серії: вона відкрито ворожа з Каору і бризкає киплячою водою на Сіндзі в ревнивій формі під час уроків з приготування їжі. Тим не менш, вона дбає про своїх друзів, і буде допомагати або захищати їх, коли вона в змозі. Вона призначила себе компаньйонкою Сіндзі і має чітке уявлення про добро і зло. Хоча вона може бути вимогливою, насправді вона не хоче обтяжувати кого-небудь або відчувати себе марною, особливо до власних батьків або Сіндзі. Ця характеристика схожа на відчуття неповноцінності оригінального персонажа в аніме.
- Рей Аянамі (Rei Ayanami)

Рей Аянамі — збудливий екстраверт, полярно протилежний її оригінальному образу. Тим не менш, вона є соціально невмілою і неосвіченою про те, як, наприклад, виконання простих завдань, таких як приготування яєць. Вона не любить дівчаток з її класу, хто «фліртує» з хлопцями і носить свій старий мундир, а не купує собі регулярний шкільний одяг. Спогади також показують, що вона мала позитивну підтримку і похвалу від тих, хто підняв її.
- Каору Нагіса (Kaworu Nagisa)

Як і в аніме, Каору Нагіса має таємниче минуле. Однак, незважаючи на відсутність офіційних звітів, Сіндзі зауважує, що він і Каору були друзями біля десяти років, або так само, як він знає Аску. Зокрема, Каору і Сіндзі часто виконували музику разом (Сіндзі — на віолончелі, а Каору — на скрипці). Крім того, Каору має те, що він називає "незвичайною «любов'ю» до Сіндзі, іноді здається, що він є частиною «любовного трикутника» навколо Ікарі. Його таємничість є натяком на зв'язок з Ангелами.
- Тодзі Судзухара (Toji Suzuhara)

Однокласник Сіндзі, Тодзі Судзухара, є одним з друзів Сіндзі, прийняти в пілотування програми Nerv разом з ним. Він відповів взаємністю Хікарі як тільки вона зізналася йому в коханні. Як і його колега з аніме, він показаний як жорсткий спортсмен групи і іноді має словесні поєдинки з Аскою. Однак, у нього є набагато вразливіша сторона душі; в режимі очікування під час пілотування Євангеліона він злякався, але зізнався, що буде ризикувати своїм життям заради Хікарі.
- Кенске Айда (Kensuke Aida)

Кенске Айда — це ще один з однокласників Сіндзі, який був прийнятий в програму пілотування Nerv. У цьому втіленні він закоханий в Аску і, як правило, намагається отримати деяке підтвердження від неї. Пізніше він відкрито говорить про свої почуття, а потім питає, якщо він є «досить гарним, щоб зайняти місце Сіндзі», закликаючи Аску покинути останнього. Після обміну з Аскою в режимі очікування, він розуміє, що вона не відповість йому взаємністю, а потім приймає свою роль лише як її друга.
- Місато Кацурагі (Misato Katsuragi)

Місато Кацурагі — класний керівник класу Сіндзі і Аски і домашній вчитель останніх. Місато має деякі оперативні обов'язки в Nerv. Вона також викладає приготування їжі (вона, мабуть, може насправді добре готувати).